# José Molina (beisebolista)

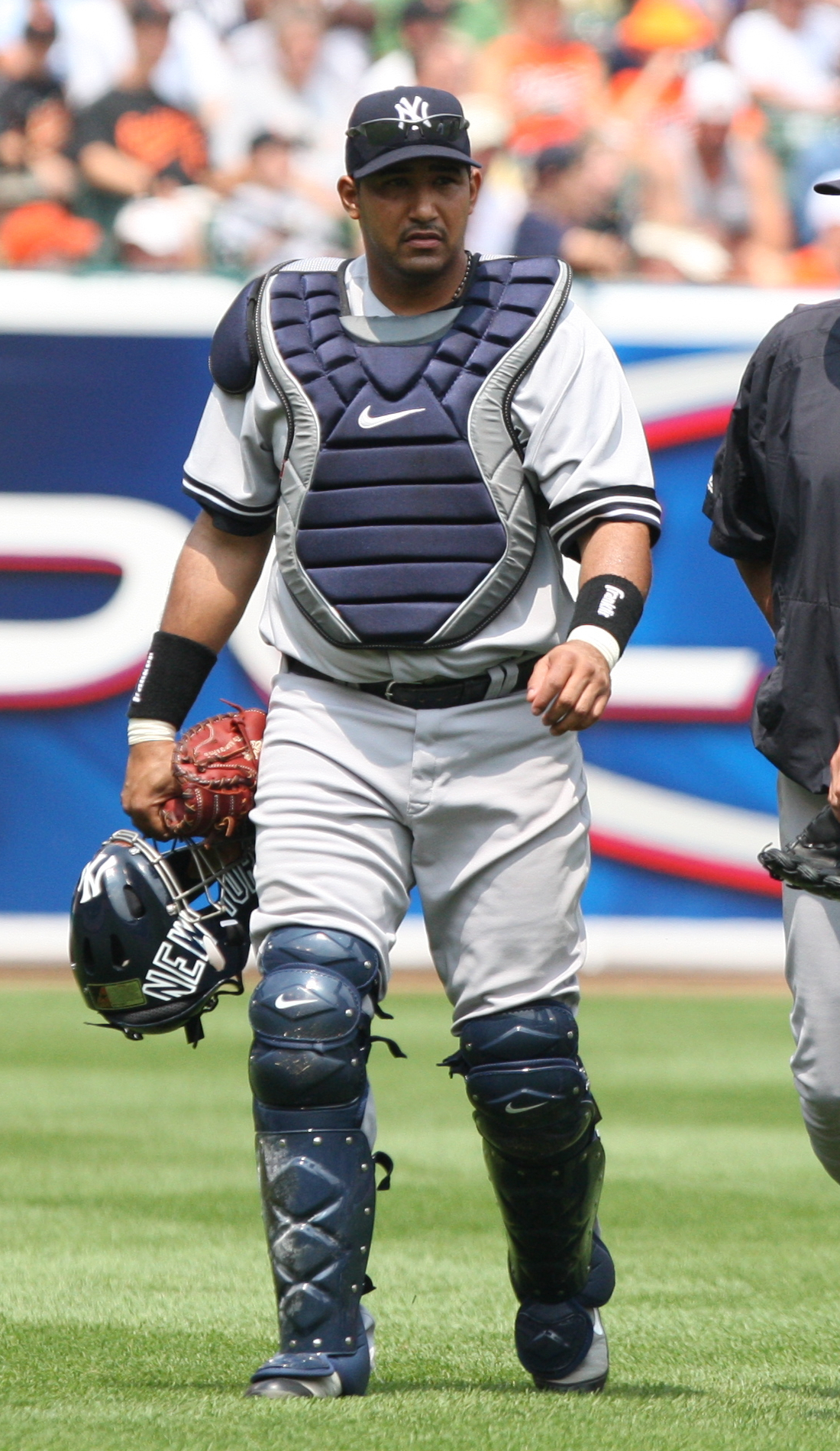

José Benjamin Molina Matta (3 de junho de 1975) é um jogador profissional de beisebol estadunidense.

## Carreira
José Molina foi campeão da World Series 2009 jogando pelo New York Yankees.